# Трудове (Кам'янський район)
Трудове́ — село в Україні, у Божедарівській селищній громаді Кам'янського району Дніпропетровської області.
Орган місцевого самоврядування — Божедарівська селищна рада. Населення — 94 мешканця.

## Географія
Село Трудове знаходиться на відстані 0,5 км від сіл Зоря і Нова Праця, за 2 км від села Вільне. По селу протікає пересихаючий струмок з загатою. Поруч проходять автомобільна дорога Т 0432 і залізниця, станція Божедарівка за 4 км.

## Населення

### Мова
Розподіл населення за рідною мовою за даними перепису 2001 року:
| Мова       | Відсоток |
| ---------- | -------- |
| українська | 95,8 %   |
| білоруська | 2,1 %    |
| російська  | 2,1 %    |